# Webbie
Webbie (Webster Gradney, 6 de septiembre de 1985) es un rapero nacido en Baton Rouge, Luisiana. Se dio a conocer en el mundo del rap en 2005 con su sencillo "Give Me That" junto con Bun B. Además, su "Bad Chick" apareció en la banda sonora de la película Hustle & Flow. En julio de ese mismo año salió a las calles su álbum de debut Savage Life.

## Discografía
| Año  | Título        | Posición | Posición | Posición |
| Año  | Título        | U.S.     | U.S. R&B | U.S. Rap |
| ---- | ------------- | -------- | -------- | -------- |
| 2005 | Savage Life   | 8        | 4        | 4        |
| 2008 | Savage Life 2 | 4        | 1        | 1        |
| 2009 | Savage Life 3 | TBD      | TBD      | TBD      |

### Sencillos
| Año  | Título                                          | Posiciones | Posiciones | Posiciones | Posiciones | Álbum         |
| Año  | Título                                          | U.S.       | U.S. R&B   | U.S. Rap   | U.S. Pop   | Álbum         |
| ---- | ----------------------------------------------- | ---------- | ---------- | ---------- | ---------- | ------------- |
| 2005 | "Give Me That" (featuring Bun B)                | 29         | 8          | 4          | 72         | Savage Life   |
| 2005 | "Bad Bitch [Remix]" (featuring Trina)           | 120        | 48         | -          | -          | Savage Life   |
| 2005 | "How U Ridin'"                                  | -          | 91         | -          | -          | Savage Life   |
| 2007 | "Independent" (featuring Lil Phat & Lil Boosie) | 9          | 5          | 1          | 27         | Savage Life 2 |

### Colaboraciones
| Año  | Canción                                                      | U.S. Hot 100 | U.S. R&B | U.S. Rap | Álbum                                                 |
| ---- | ------------------------------------------------------------ | ------------ | -------- | -------- | ----------------------------------------------------- |
| 2007 | "Wipe Me Down [Remix]" (Foxx featuring Lil' Boosie & Webbie) | 38           | 8        | 4        | Trill Entertainment Presents: Survival of the Fittest |
| 2009 | "Bizzy Body " (Paul Wall featuring Webbie & Mouse)           | 67           | 8        | 13       | Fast Life                                             |
| 2009 | "Ugh Ugh Ugh " (Juicy J featuring Webbie & Project Pat)      |              |          |          | Hustle Till I Die                                     |